# Antje Möldner-Schmidt
Antje Möldner-Schmidt (Potsdam-Babelsberg, 13 giugno 1984) è una siepista e mezzofondista tedesca.

## Palmarès
| Anno | Manifestazione   | Sede     | Evento       | Risultato | Prestazione | Note                                     |
| ---- | ---------------- | -------- | ------------ | --------- | ----------- | ---------------------------------------- |
| 2005 | Europei under 23 | Erfurt   | 1500 m piani | Bronzo    | 4'16"34     |                                          |
| 2009 | Mondiali         | Berlino  | 3000 m siepi | 8ª        | 9'10"54     | Record nazionale                         |
| 2012 | Europei          | Helsinki | 3000 m siepi | Argento   | 9'36"37     |                                          |
| 2012 | Giochi olimpici  | Londra   | 3000 m siepi | 6ª        | 9'21"78     |                                          |
| 2013 | Mondiali         | Mosca    | 3000 m siepi | 8ª        | 9'34"06     |                                          |
| 2014 | Europei          | Zurigo   | 3000 m siepi | Oro       | 9'29"43     | Miglior prestazione personale stagionale |
| 2018 | Europei          | Berlino  | 3000 m siepi | Batteria  | 9'52"79     |                                          |

## Altre competizioni internazionali
2009
- Campionati europei a squadre di atletica leggera ( Leiria)

2013
- Campionati europei a squadre di atletica leggera ( Gateshead)

2014
- Campionati europei a squadre di atletica leggera ( Braunschweig)